# Inquisitor nudivaricosus
Inquisitor nudivaricosus é uma espécie de gastrópode do gênero Inquisitor, pertencente a família Pseudomelatomidae.